# بری آلن
 بارتولامئو هنری آلن که با نام دیگرش، فلش نیز شناخته می‌شود، شخصیتی خیالی در فرانچایز ارو ورس سی‌دابلیو است که اولین بار در اپیزود ۲۰۱۳ «دانشمند» از سریال تلویزیونی کماندار و بعداً با بازی در فلش ظاهر شد. این شخصیت براساس شخصیت به همین نام در دی‌سی کامیکس ساخته شده‌است که توسط رابرت کانیگر و کارماین ایفانتینو ساخته شده‌است و در سال ۲۰۱۳ توسط گرگ برلانتی، اندرو کریزبرگ و جف جانز برای تلویزیون اقتباس شده‌است. بری آلن به‌طور مداوم توسط گرانت گاستین نقش آفرینی شده‌است، با لوگان ویلیامز و لیام هیوز نسخه‌های جوانتر را بازی می‌کنند.
در این سریال، بری به عنوان یک شخصیت باهوش، مسخره و کم همراه به تصویر کشیده شده‌است، که در دپارتمان پلیس سنترال سیتی به عنوان بازپرس صحنه جرم فعالیت می‌کند. در زمان کودکی، شاهد قتل مادرش توسط یک نور زرد فرا طبیعی (فلش معکوس) بود که منجر به حبس پدرش به جرم این جنایت شد. بعداً، در حالی که در اداره پلیس سنترال سیتی کار می‌کرد، وی توسط صاعقه ناشی از انفجار شتاب‌دهنده ذرات آزمایشگاه استار که او را به یک حالت کمای نه‌ماهه می‌فرستد، تحت تأثیر قرار گرفت. پس از بیدار شدن، خود را در آزمایشگاه‌های استار می‌یابد و به قدرتی ابرانسانی دست پیدا می‌کند: قدرت سرعت و او با سیسکو رامون و کیتلین اسنو دوست شد. در طول این سریال، او دائماً در حال آموزش خود برای کنترل و تقویت قدرت خود است و از قدرتهای خود به همراه کمک تیمش برای مبارزه با مجرمان و سایر متهمانانی که از قدرت خود سوء استفاده میکنندف استفاده می‌کنند، استفاده می‌کند. او یک دوست و متحد برای مأمور خودخوانده استار سیتی گرین ارو و سوپرگرل ابرقهرمان کریپتونی از جهان موازی زمین-۳۸ است.
گاستین در سریال‌های تلویزیونی ارو، افسانه‌های فردا، سوپرگرل و سریال انیمیشنی ویکسن که همه در ارو ورس قرار دارند، به عنوان بری آلن و شخصیت ابرقهرمانی خود ظاهر شده‌است. این شخصیت همچنین در یک مجموعه کتاب‌های کمیک دیجیتال ظاهر شده‌است. گاستین به خاطر عملکرد خود در این نقش برنده یک جایزه آی جی آن شده‌است.